# Silent Scope 3
O jogo começa com Falcon invadindo uma quadrilha de contrabando de drogas em um porto. Ele também luta com Cobra mais uma vez. A razão de Falcon trabalhar com o coronel da Marinha Robert é que os terroristas sequestraram o pesquisador de clonagem Dr. Scott e esperam usar essa clonagem para iniciar um plano de genocídio. O objetivo do Falcon é capturar as células terroristas. Ele primeiro vai para um laboratório de pesquisa para resgatar reféns que deveriam trabalhar com o Dr. Scott e luta contra um assassino voador chamado Mosquito. Os terroristas tentam retomar as armas que foram apreendidas no porto para o mar, mas Falcon intervém e abate um avião armado pilotado por Smith. Em seguida, ele se infiltra em um cassino liderado por terroristas para operações em dinheiro. Falcon também tem que lutar contra o dono do cassino, Shaker. Os terroristas então tentam explodir uma barragem trazendo um mercenário chamado Bull. Col. Robert também ouve falar de lucros sendo feitos com petróleo, enquanto terroristas estão perfurando para obtê-lo. Falcon encerra a operação e luta contra outro atirador chamado Ray. As armas que deveriam ser exportadas foram produzidas em uma siderúrgica que foi ultrapassada pela gangue terrorista. O atirador se infiltra e captura a fábrica, em seguida, luta contra um assassino lançador de foguetes chamado Charly.
Finalmente, na base inimiga, Falcon se infiltra e luta por entre os guardas e tenta encontrar o médico sequestrado. Quando ele conhece o Big Boss, o vilão informa que o Dr. Scott serviu ao seu propósito e não é mais confiável. O Big Boss define a base para a autodestruição e envia seu assassino mais rápido, The Stinger, para lutar contra Falcon. Após a batalha, Falcon persegue o Big Boss até uma baía de lançamento e tem que detê-lo antes que ele escape.
No final dos créditos, se o jogador completou o jogo sem continuar, o Col. Robert parabeniza Falcon por uma missão bem-sucedida. Falcon sente que não conseguiu proteger o médico, mas é informado que o Dr. Scott está no laboratório de Robert finalizando o projeto de armas clones. O Coronel da Marinha então admite a verdade que quando o médico foi sequestrado o governo iniciou uma investigação. Robert ficou preocupado quando descobriram sobre as armas clones. O coronel, o verdadeiro vilão da organização terrorista, avançou para neutralizar a ameaça como comandante. Com o governo acreditando que a ameaça havia sido eliminada, Robert poderia planejar livremente a dominação mundial. Irritado por ser usado, Falcon tem um último duelo de atiradores com o coronel.
Como nos jogos anteriores da série, o jogador controla principalmente um grande rifle de precisão. Um recurso bastante notável da versão para console doméstico do Silent Scope 3 é o fato de que um controlador de arma não está presente. A versão de arcade deste jogo, Silent Scope EX, está incluída no jogo. O objetivo principal é que o personagem se dirija continuamente para diferentes áreas, como no topo do edifício sobre trilhos, para definir um ponto de vista específico. Enquanto estiverem neste novo ponto de vista, eles serão encarregados de atirar silenciosamente nos vários inimigos que aparecem antes de seu alcance. Existe um limite de tempo constante e matar inimigos aumenta o tempo. Após a conclusão da primeira missão, o jogador tem a liberdade de escolher se pode travar em seu inimigo ou não. R1 e L2 também podem ser úteis, alterando o ponto de vista definido do jogador.
Silent Scope 3 recebeu avaliações "mistas" de acordo com o site de agregação de avaliações Metacritic .  No Japão, a Famitsu deu uma pontuação de 29 de 40.
1. ↑  «Silent Scope 3». Electronic Gaming Monthly (161). Ziff Davis. Dezembro de 2002. p. 218. Consultado em 24 de setembro de 2020. Arquivado do original em 1 de abril de 2004
2. ↑  «サイレントスコープ3 [PS2]». Famitsu (em japonês). Enterbrain. Consultado em 24 de setembro de 2020
3. ↑  «Silent Scope 3». Game Informer (115). FuncoLand. Novembro de 2002. p. 128
4. ↑  Four-Eyed Dragon (9 de outubro de 2002). «Silent Scope 3 Review for PS2 on GamePro.com». GamePro. IDG Entertainment. Consultado em 24 de setembro de 2020. Arquivado do original em 31 de outubro de 2004
5. ↑  Liu, Johnny (outubro de 2002). «Silent Scope 3 Review». GameRevolution. CraveOnline. Consultado em 24 de setembro de 2020. Cópia arquivada em 21 de outubro de 2015
6. ↑  Winegarner, Tyler (30 de outubro de 2002). «Silent Scope 3 Review». GameSpot. CBS Interactive. Consultado em 24 de setembro de 2020
7. ↑  Murphy, Kevin (9 de novembro de 2002). «GameSpy: Silent Scope 3». GameSpy. IGN Entertainment. Consultado em 24 de setembro de 2020
8. ↑  Perry, Douglass C. (11 de outubro de 2002). «Silent Scope 3». IGN. Ziff Davis. Consultado em 24 de setembro de 2020
9. ↑  Romendil (15 de janeiro de 2003). «Test: Silent Scope 3». Jeuxvideo.com (em francês). Webedia. Consultado em 24 de setembro de 2020
10. ↑  Kennedy, Sam (novembro de 2002). «Silent Scope 3». Official U.S. PlayStation Magazine (62). Ziff Davis. p. 190. Consultado em 24 de setembro de 2020. Arquivado do original em 29 de março de 2004
11. ↑  «Silent Scope 3 for PlayStation 2 Reviews». Metacritic. CBS Interactive. Consultado em 19 de julho de 2015